# 民間故事
民間故事（英語：folktale, folk story）是來自民眾的生活，由民眾口傳（或稱口承）而成的故事。屬於口傳文學或民俗資料之一。廣義的民間故事包含神話、傳說、民譚等故事體；狹義的民間故事是指民譚，或稱民話。研究民間故事的學問是民俗學。

## 分類
民譚又稱民話（folktale），即狹義的民間故事。
- 台灣民譚分為以下六種類型[3]：

1. 道德譚
2. 笑譚
3. 機智譚
4. 動物譚
5. 怪異譚
6. 宿命譚

- 日本將民話依内容、形式，大致上分為「昔話」、「傳說」、「世間話」。以下是昔話、神話、傳說、世間話的差異。

| 種類   | 人物・時間・場所 | 內容                                     |
| ------ | ---------------- | ---------------------------------------- |
| 昔話   | 不特定           | 事實與否不明（很可能非事實）             |
| 神話   | 特定             | 事實與否不明（很可能非事實）             |
| 傳說   | 特定             | 少部分可能是事實（以敘述事實的方式流傳） |
| 世間話 | 特定             | 事實（將過去的事情做為事實流傳）         |

## 關連項目
- 神話學
- 文化人類學
- 童話
- 寓言